# Bojan Westin
Bojan Westin (Iggesund, 5 de septiembre de 1926 – Estocolmo, 4 de octubre de 2013) fue una actriz sueca que apareció en más de 30 películas de cine y televisión entre 1941 y 2011.

## Filmografía seleccionada
- Kristin Commands (1946)
- Jens Mansson in America (1947)
- Underground Secrets (1991)
- Drowning Ghost (2004)
- Sökarna: Återkomsten (2006)